# Apiaí
Apiaí est une municipalité brésilienne de l'État de São Paulo et la Microrégion de Capão Bonito.

## Démographie
| Évolution de la population (municipalité) | Évolution de la population (municipalité) | Évolution de la population (municipalité) | Évolution de la population (municipalité) |
| Année                                     | Population                                |                                           | %±                                        |
| ----------------------------------------- | ----------------------------------------- | ----------------------------------------- | ----------------------------------------- |
| 1920                                      | 12 342                                    |                                           |                                           |
| 1940                                      | 11 839                                    |                                           | −4,1%                                     |
| 1950                                      | 12 633                                    |                                           | 6,7%                                      |
| 1960                                      | 16 221                                    |                                           | 28,4%                                     |
| 1970                                      | 19 635                                    |                                           | 21,0%                                     |
| 1980                                      | 26 933                                    |                                           | 37,2%                                     |
| 1991                                      | 35 185                                    |                                           | 30,6%                                     |
| 2000                                      | 27 162                                    |                                           | −22,8%                                    |
| 2010                                      | 25 191                                    |                                           | −7,3%                                     |
| 2022                                      | 24 585                                    |                                           | −2,4%                                     |
| ,                                         |                                           |                                           |                                           |